# NGC 1078
NGC 1078 ist eine Elliptische Galaxie vom Hubble-Typ E/S0 im Sternbild Walfisch südlich der Ekliptik. Sie ist schätzungsweise 392 Millionen Lichtjahre von der Milchstraße entfernt und hat einen Durchmesser von etwa 100.000 Lj.

Im selben Himmelsareal befinden sich u. a. die Galaxien NGC 1064 und NGC 1071.
Das Objekt wurde im Jahr 1886 von Frank Muller entdeckt.